# Xã Writing Rock, Quận Divide, Bắc Dakota
Xã Writing Rock (tiếng Anh: Writing Rock Township) là một xã thuộc quận Divide, tiểu bang Bắc Dakota, Hoa Kỳ. Năm 2010, dân số của xã này là 7 người.